# オート・コト州
オート・コト州（フランス語: Haute-Kotto、サンゴ語: Tö-Kötö）は、中央アフリカ共和国の州。州都はブリア。国土の東部に位置し、中央アフリカ共和国の17州のうちでもっとも大きな州である。人口は2021年推計によると約13万人で、人口密度は非常に低い。州名は「上コト川」という意味。

## 歴史
1961年1月23日に州として設置された。

## 隣接州
- バカガ州
- 南ダルフール州 カフィア・キンギ（英語版）の領有権問題が南スーダンとあり。
- 西バハル・アル・ガザール州
- オー・ムボム州
- ムボム州
- バス・コト州
- ワカ州
- バミンギ・バンゴラン州

## 下位行政区画

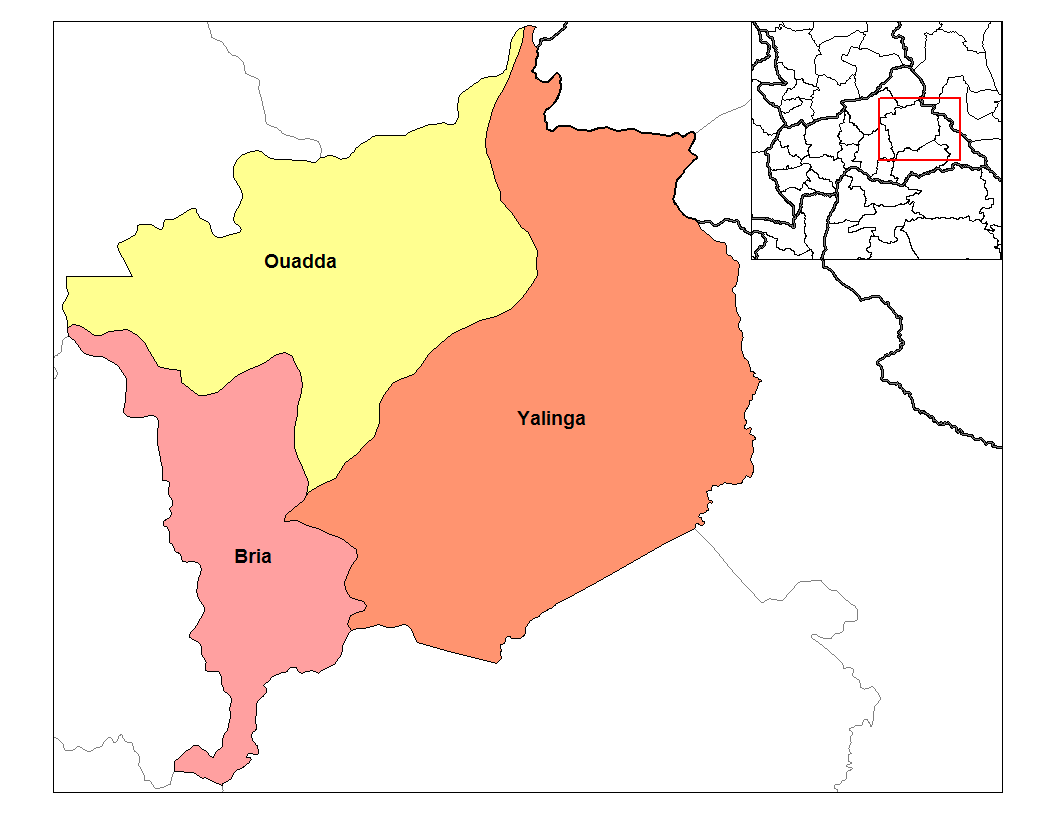
オート・コト州の郡（2021年以前）

2021年以降は4郡に分けられる。
- ブリア
- ワッダ（フランス語版）
- ワンジ・コト（フランス語版）
- ヤリンガ

## 出身人物
- ハビブ・ハビブ - サッカー選手